# Wir sind die Rosinskis
Wir sind die Rosinskis ist eine deutsche Filmkomödie von David Gruschka aus dem Jahr 2016. In den Hauptrollen agieren Anna Thalbach, Milan Peschel, Katharina Thalbach, Vincent Krüger, Nellie Thalbach, Emma Bading, Tilman Döbler und Daniel Krauss.
Auf der Seite des HR wurde der Film mit den Worten vorgestellt: „Erstmals gemeinsam vor der Kamera begeistern Anna, Katharina und Nellie Thalbach als Mutter, Großmutter und Enkelin in der Komödie ‚Wir sind die Rosinskis‘. Der Filmtitel ist Programm der liebenswerten Familienbande: Auch wenn alle ans Ausscheren denken – sobald es darauf ankommt, hält man zusammen wie Pech und Schwefel.“

## Handlung
Peggy und Torben Rosinski und drei Kinder, die Peggy von drei verschiedenen Männern hat, leben in einem Häuschen, das eher einer Bruchbude gleicht, in einem Randbezirk von Frankfurt an der Oder zusammen. Peggy arbeitet für wenig Geld in einer Großreinigung und hält mit dieser Arbeit die Familie über Wasser. Ihr Mann Torben hat seit Monaten keinen Job mehr und neigt dazu, mehr Dosenbier zu trinken, als ihm und der Familie gut tut. Ausgerechnet an Finns Geburtstag wird der Familie der Strom abgestellt. Peggy bespricht sich mit ihrer Mutter Angelika, die anlässlich des Geburtstages ihres Enkels vorbeischaut. Sie bietet Torben einen bezahlten Job als Fahrer an. Ihre Brigade, wie sie sich ausdrückt, bringe Landmaschinen nach Polen. Bei Peggy gehen sogleich die Alarmglocken an, da ihre Mutter immer wieder in dubiose Geschäfte verwickelt ist. Peggy verhindert dann auch, dass Torben da mitmischt, da davon auszugehen ist, dass die Traktoren entwendet worden sind. Zusammen mit ihrem Mann beschließt Peggy, dass Oma erst einmal für sie alle gestorben sei. Ihre Töchter sind davon nicht gerade begeistert. Bei den Rosinskis nimmt man es jedoch mit einmal gefassten Plänen nicht so genau und so ist kurze Zeit später schon wieder alles anders.
Angelique, die älteste Tochter, träumt davon, ein Nagelstudio eröffnen zu können, die 15-jährige Michelle hingegen hat sich dem Boxen verschrieben. Finn, das jüngste der Kinder, fällt dadurch auf, dass er völlig anders ist als der Rest der Familie. Er träumt davon nach „Ozeanien“, wo das Wasser so schön warm ist, auszuwandern. Dass seine Mutter Ozeanien erfunden hat, als sie den dem Luxushotel „Ozean“ gehörenden Kinderbademantel aus der Reinigung als Geburtstagsgeschenk für ihn mitgenommen hat, ahnt er nicht.
Als Peggy aufgrund des Diebstahls entlassen wird, droht der Familie endgültig die Zwangsräumung. Herr Frank vom Arbeitsamt bietet Peggy eine Stelle als Putzhilfe im Amt an, um sie so weiter demütigen zu können, wie er es in der Vergangenheit schon häufig getan hat. Peggy nimmt zwar an, als Frank es jedoch übertreibt, macht sie im wahrsten Sinne des Wortes reinen Tisch und fegt mit einigen Handbewegungen seinen Schreibtisch leer. Die von Frank veranlasste Zwangsräumung folgt auf den Fuß. Der Beamte hat jedoch nicht mit Angelika Rosinski gerechnet, die mit ihrem Gehilfen Marek auftaucht und Frank einschüchtert.
Peggy ist inzwischen damit beschäftigt ihrer Tochter Michelle zur Hilfe zu eilen, die sich auf einen Kampf mit der Anführerin einer Gruppe von Nazianhängern eingelassen hat. Auch der Rest der Familie eilt zu Hilfe. Inzwischen ist der kleine Finn in ein Auto eingestiegen, das den Aufdruck „Ozean“ trägt, wie Malte, der Junge aus dem Nachbarhaus, der Familie bei deren Heimkommen erzählt. Umgehend macht die Familie sich zu diesem Hotel auf, da Peggy glaubt, zu wissen, wohin Finn wollte. Sie findet Finn auch dort, er will jedoch bleiben. Peggy erklärt ihm, dass Ozeanien da sei, wo sie alle seien – zu Hause. Da Finn allerdings auch zu Hause zumindest warmes Wasser haben möchte, meint Peggy, dafür werde sie jetzt sorgen. Und so sucht sie Michelles Vater Maik auf, der sich im Gefängnis befindet, und will, dass er ihr das Versteck des geraubten Geldes verrät, das er bisher nicht preisgegeben hat. Sie nehme sich nur so viel, wie sie brauche, versichert sie ihm. Tatsächlich war das Geld immer zum Greifen nah, es ist nämlich an einem sicheren Ort im Haus versteckt. Peggy nimmt sich den Betrag, den sie für Strom und ausstehende Mietzahlungen braucht, und bringt ihn zu Frank. Dieser ist mehr als erbost und keift, er kriege ’raus, woher das Geld stamme. Die gesamte Familie Rosinski lässt es sich an diesem Abend im Garten beim Grillen gutgehen.

## Produktion

### Produktionsnotizen
Der ursprünglich als Serie geplante Film Wir sind die Rosinskis wurde unter dem Arbeitstitel Peggy – Das Leben ist kein Ponyhof vom 25. August bis zum 23. September 2015 in Berlin und Frankfurt (Oder) gedreht. Produziert wurde der Film von der Saxonia Media Filmproduktionsgesellschaft mbH. Daniel Krauss, der die Rolle des Herrn Frank spielt, trat auch als Producer auf, zudem geht der Dreh von Soisson und Rotter auf seine Idee zurück, die er zusammen mit Anika Soisson entwickelte. Die Redaktion für die ARD Degeto lag bei Carolin Haasis und Sascha Schwingel.

### Hintergrund
Auf der Seite Das Erste werden die Darsteller wie folgt charakterisiert: Peggy habe Pragmatismus zu ihrer Lebensphilosophie gemacht, da sie bislang wenig Glück im Leben gehabt habe, sehe man einmal von ihrer großartigen Familie ab. Sie habe Mumm und Anstand, da sie trotz großer Geldsorgen nicht in die Kriminalität abrutschen möchte – wie ihre Mutter. Sie mache aus Wenig Viel und finde immer einen Grund für eine Party. Peggy sei selbstbestimmt, reflektiere allerdings erst dann, dass sie Mist gebaut habe, wenn es um eines ihrer Kinder gehe. Dann allerdings gehe sie hart mit sich selbst ins Gericht. Manchmal komme auch ihre bewegte Vergangenheit in der Punk-Szene durch und in ganz seltenen Momenten vermisse sie ihren kriminellen Exfreund Maik. Peggys Mutter Angelika sei Moral einfach egal. Eigensinnig, aber auch erfolgreich gehe sie ihren Weg. Mit der Frankfurter Unterwelt sei sie gut vernetzt. Sie sei hart und wisse sich gut zu wehren, da sie es nie leicht gehabt habe. Um ihre Enkelkinder kümmere sie sich auf ihre ganz eigene Art und Weise. Warum ihre Tochter ausgerechnet Torben geheiratet hat, sei ihr ein Rätsel, da er kein Mann sei, zu dem man aufsehen könne. Sie liebe das Leben und auf die ihr eigene Art auch ihre Familie.
Torben sei der liebste Mensch der Welt, versage aber in der kalten, harten Realität von Frankfurt und sei seiner Frau keine große Hilfe, die eher ihn beschützen müsse. Er liebe Peggy sehr, ebenso wie sie ihn. Er sei fantasievoll aber auch ungeschickt. Auch als Hausmann und Vater ruhe er in sich selbst. Anderen müsse er nichts beweisen. Er habe ein riesiges Herz, in dem Platz nicht nur für seinen Sohn Finn, sondern auch für Angelique und Michelle sei und sogar für seine Schwiegermutter Angelika.
Michelle sei „Gewalt. Wut. Aggression.“ Sie sei neurotisch und jungenhaft. Zum Einschlafen höre sie Black Metal. Da sie sich von ihren Mitschülern sehr abhebe, werde sie von diesen oft geärgert oder besser gesagt, von denen, die sie noch nicht kennen würden. Die anderen wüssten nämlich, dass Michelle sofort zuschlage, weshalb sich niemand so recht an sie herantraue. Zu Michelles Bedauern auch die Jungs aus ihrer Jahrgangsstufe – auch wenn sie das nie zugeben würde. Obwohl man es ihr nicht anmerke, mache ihr ihre Außenseiterrolle schwer zu schaffen. Hinzu käme, dass sie sich selbst in ihrer eigenen Familie wie ein Trabant fühle. Da sei die Frage nach ihrem Vater, der Torben ja nicht sei, ihre in ihren Augen alptraumhafte Schwester und ihre Mutter, die sie nicht verstehe. Ab und an zeige sie bei Finn mal Gefühle, was dieser allerdings niemandem erzählen dürfe. Angeliques Traum sei ein eigenes Nagelstudio, das sie zusammen mit ihrem Freund Devid eröffnen möchte. Die junge Frau sei „sexy, tough und liebenswert“. Sie sei zwar ebenso wie ihre Mutter unreflektiert, aber alles andere als dumm. Sie sehe gut aus und habe das Talent zur Manipulation und setze „die Vorteile ihres jungen hübschen Körpers gnadenlos ein“. Zudem verfüge sie über „Mut, Schnelligkeit und eine rotzige Dreistigkeit“. Angeliques Freund Devid sei ein sehr einfach gestrickter junger Mann, der aber ein Herz aus Gold habe und seine Freundin auf Händen trage, sie sei für ihn das Wichtigste. Für sie tue er alles. Er sei „grundgütig, ehrlich und eine treue Seele“. Wenn es notwendig sei, schlage er auch schon einmal zu. Finn, der Bruder der beiden Schwestern, ist „speziell“. Auch die Psychologen und Therapeuten konnten sich keine abschließende Meinung über ihn bilden. Von einer versteckten Aspergerbegabung war die Rede, vielleicht sei er aber „auch nur ein ‚besonderes‘ Kind“. Für Peggy ist er ihr „Sonnenschein, ihr größter, kostbarster Schatz, ihr Herz, ihr Licht und ihr Glück“. Finn sei „unschuldig, liebesbedürftig und glücklich“. Davor, wie seine Familie mit ihm umgehe, müsse man den Hut ziehen. Er träume davon nach Ozeanien zu reisen, einem imaginären Ort am Meer.
Herr Frank, der Beamte aus der Abteilung für Härtefälle im Arbeitsamt, sei „ein Arschloch. Punkt.“ Selbst seine Mutter habe ihn nicht gemocht. Er sei „engstirnig, kleinkariert“ und habe auch „noch alle anderen negativen Eigenschaften“, die einem einfallen würden. An ihm sei nichts Positives. Es sei denn, man zähle „Ehrgeiz und Hartnäckigkeit als Tugenden der Ellenbogengesellschaft dazu“. Wenn Frank sich einmal festgebissen habe, lasse er nicht mehr los. So liefere er sich mit Peggy seit Jahren einen Kleinkrieg. In seiner Person konzentrierten sich sämtliche behördliche Gefahren. Die Rosinskis wurden ihm gegen seinen Willen zugeteilt. Er halte „das gesamte ‚Pack‘ für asozial, unmoralisch und verkommen“. Seine Methoden seien verachtenswert. Ohne es zu merken, tue er alles, „um Peggy irgendwie nahe zu sein“. Denn eigentlich sei er „unsterblich in sie verliebt“.

### Soundtrack
- Musik von Jasmin Shakeri und des DJ-Duos Beathoavenz[1]
- She’s Got Everything, Death of a Clown und Sunny Afternoon – The Kinks
- The Lion Sleeps Tonight – The Tokens
- Jockey Full of Bourbon – Tom Waits
- Schrei nach Liebe – Die Ärzte
- Was hat dich bloß so ruiniert? – Die Sterne
- The Riddle – Jacco Gardner

### Veröffentlichung
Der Fernsehfilm wurde am 4. November 2016 im Rahmen der ARD-Themenwoche 2016 „Zukunft der Arbeit“ im Programm Das Erste erstmals ausgestrahlt. Zuvor war er Anfang Oktober 2016 auf dem Filmfest Hamburg vorgestellt worden, wo er auch für den Produzentenpreis nominiert worden war. Bei der Premiere war ein Großteil der Hauptdarsteller anwesend, ebenso der Regisseur und die Produzenten.

## Rezeption

### Einschaltquote
Der Film konnte bei seiner Erstausstrahlung 3,70 Millionen Zuschauer verbuchen. Sein Marktanteil lag bei 11,9 Prozent.

### Kritik
Die Kritiker der Fernsehzeitschrift TV Spielfilm zeigten mit dem Daumen nach oben, vergaben für Humor zwei, für Anspruch, Action und Spannung je einen von drei möglichen Punkten und zogen das Fazit: „Zotenfrei mit Herz – darauf ein Dosenbier!“.
Tilmann P. Gangloff gab dem Film auf der Seite tittelbach.tv fünf von sechs möglichen Sternen und fasste seine Kritik wie folgt zusammen: „Viele deutsche Kinofilme sind im Fernsehen besser aufgehoben. Die mit großer Liebe zum Detail inszenierte Sozialkomödie ‚Wir sind die Rosinskis‘ dagegen würde dank ihrer verblüffenden Mischung aus Understatement und satten Uraltgags vermutlich auch im Kino funktionieren. Außerdem hat der Film neben Leinwandstar Milan Peschel einen echten Besetzungscoup zu bieten: Zum ersten Mal stehen die drei Thalbach-Generationen Katharina, Anna und Nellie gemeinsam als Hauptdarstellerinnen vor der Kamera; natürlich als Oma, Tochter und Enkelin. Die Figuren sind ausnahmslos überzogen, werden aber nie der Lächerlichkeit preisgegeben. Bemerkenswert souveränes Debüt von David Gruschka.“ Der Kritiker meinte, der Film habe es in sich. Allein die Besetzung der drei Thalbach-Frauen: Katharina als Großmutter, Anna als ihre Tochter Peggy mit Achtzigerjahre-Nena-Frisur und Nellie in ihrer ersten Hauptrolle als Peggys Tochter Angelique sei „ein Knüller“. Die „von A über B nach C“ erzählte Geschichte sei zwar eher nicht „stringent“, dennoch wirke der Film „wie aus einem Guss, weil es Gruschka geling[e], die vielen kleinen Episoden zu einem Handlungsfluss zu vereinigen“. Abgesehen davon sei es „ein großes Vergnügen, den drei Thalbach-Frauen zuzuschauen, und selbstredend pass[e] Peschel in dieses Milieu wie die Faust aufs Auge; auch Bading spiel[e] vorzüglich. Das Quintett erfüll[e] alle Voraussetzungen einer Prollfamilie und schaffe es trotzdem, liebenswert zu sein“. Gangloffs Fazit lautete dann auch: „Beste TV-Unterhaltung!“
Auf der Seite Kino.de war man der Meinung: „Katharina, Anna und Nellie Thalbach in einem Film, dazu noch Leinwandstar Milan Peschel: Da kann eigentlich nichts mehr schiefgehen. […] Mutig und nicht ohne Risiko ist jedoch die Idee, die Sozialkomödie derart zu überzeichnen, dass der Film fast zur Parodie gerät. Endgültig respektabel wird das Projekt, weil ein Neuling Regie führt: David Gruschka gibt die Figuren seines Langfilmdebüts nie der Lächerlichkeit preis, obwohl sich dafür eine Menge Anlässe bieten. […] Diese Form von Understatement ist ein reizvoller Kontrast zur mitunter plakativen Situationskomik. Die Musik ist ebenfalls gut ausgewählt. Die drei Thalbachs sind ohnehin sehenswert.“
Auch Frank Jürgens von der Neuen Osnabrücker Zeitung lobte: „Einfach nur toll: ‚Wir sind die Rosinskis‘ […] besticht als hervorragender Ensemblefilm mit drei Generationen Thalbach.“ In diesem „etwas anderen TV-Familienfilm“ stimme „einfach alles“. Den Drehbuchautoren gelinge „eine liebenswerte Geschichte aus dem gesellschaftlichen Abseits, die trotz komischer und auch dramatischer Überhöhungen geschickt Sozialklischees“ vermeide. Stattdessen würden „Wortwitz und tolle Dialoge“, die vom Regisseur „mit einem hervorragenden Timing umgesetzt“ worden seien dominieren.
Der Filmdienst stellte ebenfalls auf die Thalbachs ab und schrieb: „Turbulente (Fernseh-)Komödie, ganz abgestimmt auf die Chemie in der Schauspielerfamilie Thalbach, die gleich mit drei Generationen von ‚starken Frauen‘ vertreten ist. – Ab 14.“